# 前田米造
前田 米造（まえだ よねぞう、1935年10月23日 - 2021年7月6日）は、日本の映画カメラマン。

## 経歴・人物
東京府出身。
1954年、撮影助手として日活撮影所に入社し経験を積む。
1972年、『たそがれの情事』（西村昭五郎監督）でカメラマンとしてデビューし、以降様々な作品の撮影を手掛ける。
1985年、『それから』（森田芳光監督）で日本アカデミー賞最優秀撮影賞を受賞し、1990年には『天と地と』（角川春樹監督）で同じく日本アカデミー賞優秀撮影賞を受賞した。また多くの伊丹十三作品でカメラマンを務め、2007年には芸術文化に対する多大なる貢献を讃えられ旭日小綬章を受章。70歳を越えても現役で活躍していた。日活芸術学院映像科専任講師・顧問。
2021年7月6日、誤嚥性肺炎のため東京都内の病院で死去。85歳没。

## 主な撮影作品

### 劇場映画
- 女地獄 森は濡れた（1973年）
- 陽は沈み陽は昇る（1973年）
- 野球狂の詩（1977年）
- 霧の旗（1977年）
- 女教師（1977年）
- 帰らざる日々（1978年）
- もっとしなやかに もっとしたたかに（1979年）
- 赫い髪の女（1979年）
- 天使のはらわた 赤い淫画（1981年）
- キャバレー日記（1982年）
- 軽井沢夫人（1982年）
- 犯され志願（1982年）
- 女猫（1983年）
- 俺っちのウエディング（1983年）
- 家族ゲーム（1983年）
- セーラー服 百合族 （1983年）
- メイン・テーマ（1984年）
- ときめきに死す（1984年）
- お葬式（1984年）
- 人魚伝説（1984年）
- それから（1985年）
- CHECKERS IN TAN TAN たぬき（1985年）
- 野蛮人のように（1985年）
- そろばんずく（1986年）
- 時計 Adieu l'Hiver（1986年）
- マルサの女（1987年）
- 悲しい色やねん（1988年）
- マルサの女2（1988年）
- スウィートホーム（1989年）
- 天と地と（1990年）
- どっちもどっち（1990年）
- おいしい結婚（1991年）
- ミンボーの女（1992年）
- 夜逃げ屋本舗（1992年）
- 未来の想い出 Last Christmas（1992年）
- 大病人（1993年）
- 怖がる人々（1994年）
- 静かな生活（1995年）
- スーパーの女（1996年）
- お墓がない!（1997年）
- 鍵（1997年）
- マルタイの女（1997年）
- おしまいの日。（1999年）
- 月（2000年）
- ピストルオペラ（2001年）
- ラストシーン（2002年）
- オペレッタ狸御殿（2004年）
- 蒼き狼 〜地果て海尽きるまで〜（2007年）
- ひまわり〜沖縄は忘れない あの日の空を〜（2013年）

### テレビドラマ
- 大都会 闘いの日々（1976年、NTV）
- 火曜サスペンス劇場 ハムレットは行方不明（1981年、NTV）
- キャンパス・アクション 探偵同盟（1981年、CX）
- プロハンター（1981年、NTV）

## 色彩計測
- 若い人（1962年　日活撮影所）